# Ana Dimnik
Ana Dimnik, slovenska gostilničarka in aktivistka, * 12. julij  1852, Hrastnik, † 27. januar 1921, Trbovlje.

## Mladost
Ana Dimnik, znana kot slovenska mati, se je rodila v času, ko si je nemška manjšina v Zasavju, podobno kot drugod po Sloveniji, prizadevala za prevlado nemščine. Obiskovala je šolo v Trbovljah. V tistem času je bila to edina šola v trboveljski občini, pouk je bil v nemščini. Doma so govorili slovensko, pri župniku Hašniku in gostilničarju Francu Rošu sta si z bratom Alojzem sposojala slovenske knjige.

## Gostilna in začetki narodnobuditeljskega dela
Ana in njen mož Franc Dimnik sta leta 1875 v Trbovljah odprla gostilno, ki obratuje še danes. Trbovlje so bile takrat povsem v nemških rokah, onadva pa sta spodbujala govorjenje v slovenskem jeziku in ponujala v branje slovenske časopise. Za gostilne na podeželju takrat ni bilo v navadi, da bi ponujale časopise. Ana je prav tako kupovala slovenske knjige in jih podarjala knjižnici v Trbovljah. 
Ob veliki kmetijski razstavi v Trbovljah leta 1887 je edino pri Dimnikovi gostilni na lipi visela slovenska zastava. O tem so pisali časopisi, Ano Dimnikovo pa sta obiskala Ivan Hribar in Ivan Tavčar. V njeno gostilno je začelo zahajati vse več zavednih Slovencev.

## Delo za narod in zadnja leta
Čeprav je njen mož hudo zbolel in je morala sama skrbeti za gostilno, ni prenehala s svojim delom. Sodelovala je pri ustanovitvi moške podružnice Družbe sv. Cirila in Metoda.  Leta 1896 je ustanovila žensko podružnico Družbe ter bila njena predsednica vse do svoje smrti. Zbrala je precej denarja in pritegnila k sodelovanju veliko žensk. Pomagala je številnim pomoči potrebnim, denarno je podprla mnoge dijake, pa tudi poljske in ruske begunce. Sama se je vse življenje oblačila preprosto. 
Leta 1910 je šla v Beograd na kronanje kralja Petra I. z večjo skupino Slovencev. To je povzročilo, da so jo avstrijske oblasti strogo nadzorovale vse do konca cesarstva. 
Umrla je leta 1921. Priredili so ji veličasten pogreb, na zadnji poti jo je spremljalo deset tisoč ljudi, kralj Peter I. je poslal sožalno pismo.
Njeno delo je navdahnilo pisatelja Vladmirja Levstika, opisal jo je v svoji knjigi Gadje gnezdo.